# Dianthus edetanus
Dianthus edetanus är en nejlikväxtart som först beskrevs av Manuel Benito Crespo och Mateo, och fick sitt nu gällande namn av Manuel Benito Crespo och Mateo. Dianthus edetanus ingår i släktet nejlikor, och familjen nejlikväxter. Inga underarter finns listade i Catalogue of Life.